# Cattedrale della Natività (Suzdal')
La cattedrale della Natività (in russo Рождественский собор?) è una delle più antiche chiese della città di Suzdal', in Russia. Costruita al tempo di Vladimir II Monomaco, è sita nel complesso del Cremlino di Suzdal'.
Dal 1992 fa parte della lista dei patrimoni dell'umanità UNESCO insieme agli altri edifici conosciuti con il nome di "monumenti bianchi di Vladimir e Suzdal'".

## Storia e descrizione
in questo sito una prima cattedrale fu costruita, in legno, nel XII secolo, al tempo di Vladimir II di Kiev. Nel 1222, per ordine di Jurij II, l'edificio fu abolito poiché versava in stato di fatiscenza. Al suo posto, fra il 1222 e il 1225 fu costruita una nuova chiesa in pietra bianca. La nuova costruzione rimase invariata fino al 1528, anno in cui venne rifatta cupola centrale in seguito a un crollo. Nel XVII secolo alle tre cupole originarie ne furono aggiunte altre due, mentre gli affreschi interni dell'edificio vennero rifatti nel 1635. Nel XVIII secolo furono costruite due cappelle in onore della Dormizione di Maria e dell'Annunciazione. Durante il mandato del vescovo Porfirij, che guidò l'eparchia dal 1748, fu riparato il tetto che si trovava in stato di grave degrado.
Negli anni trenta la cattedrale fu chiusa al culto, a causa della politica antireligiosa perseguita dalle autorità sovietiche. Circa trent'anni dopo fu soggetta a lavori di restauro. Nel 1991 l'edificio fu restituito alla Chiesa ortodossa russa ed ospitò i primi servizi solenni in occasione del Natale. L'anno seguente fu siglato un accordo tra il clero ed il museo di Vladimir-Suzdal' per la gestione e l'uso congiunto della cattedrale.
All'interno dell'edificio è sopolto uno dei figli di Jurij Dolgorukij, nonché i knjaz della famiglia Šujskij ed altri personaggi dell'antica nobiltà russa. Allo stesso tempo, l'edificio è noto per essere stato la prima cattedrale della città non costruita per l'uso esclusivo dei membri delle famiglie più importanti.

## Galleria d'immagini

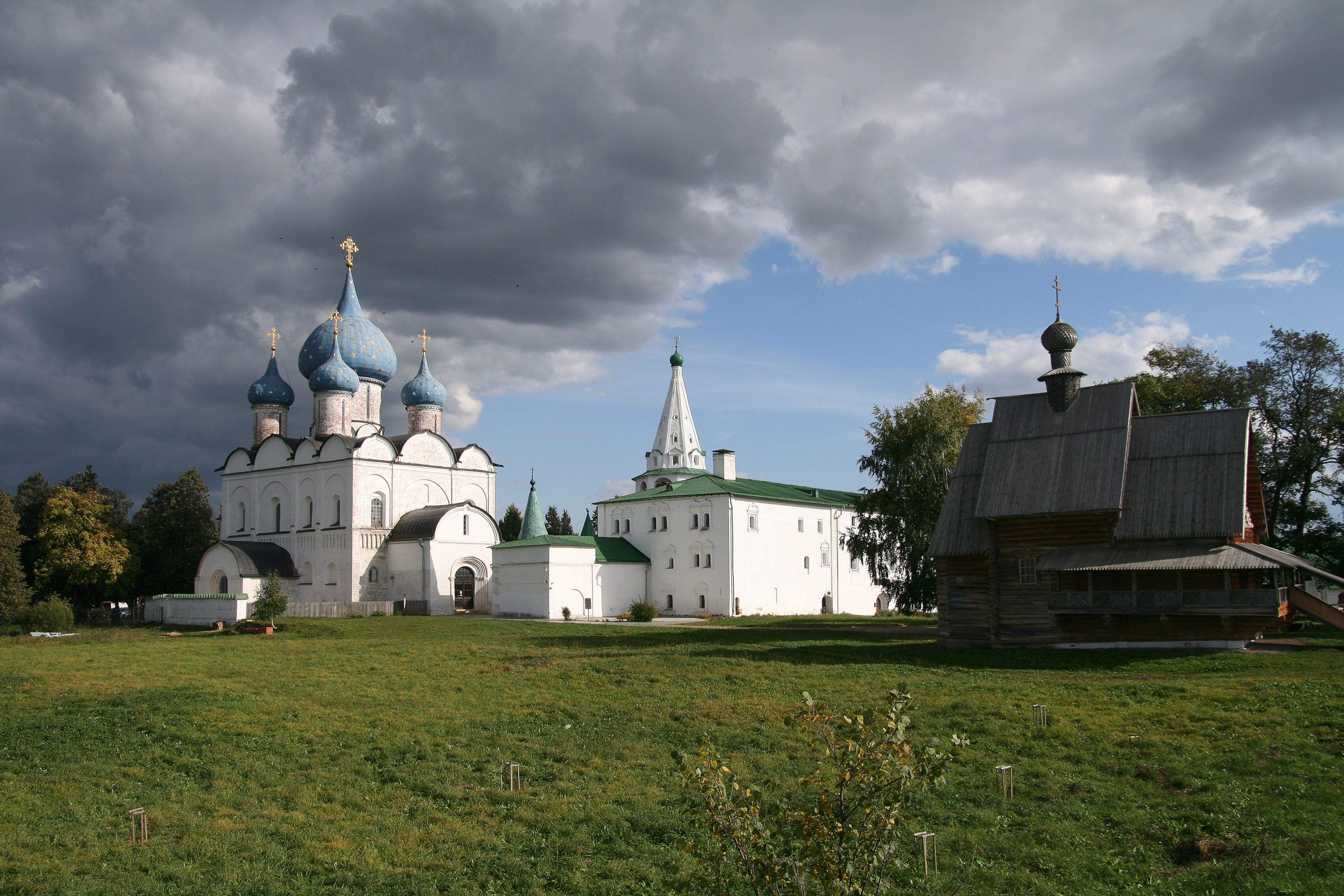
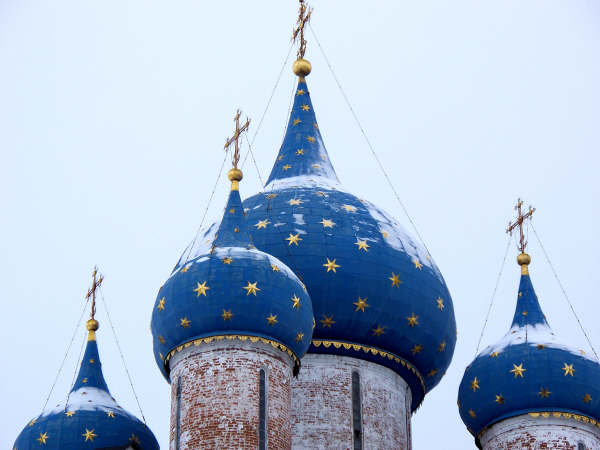
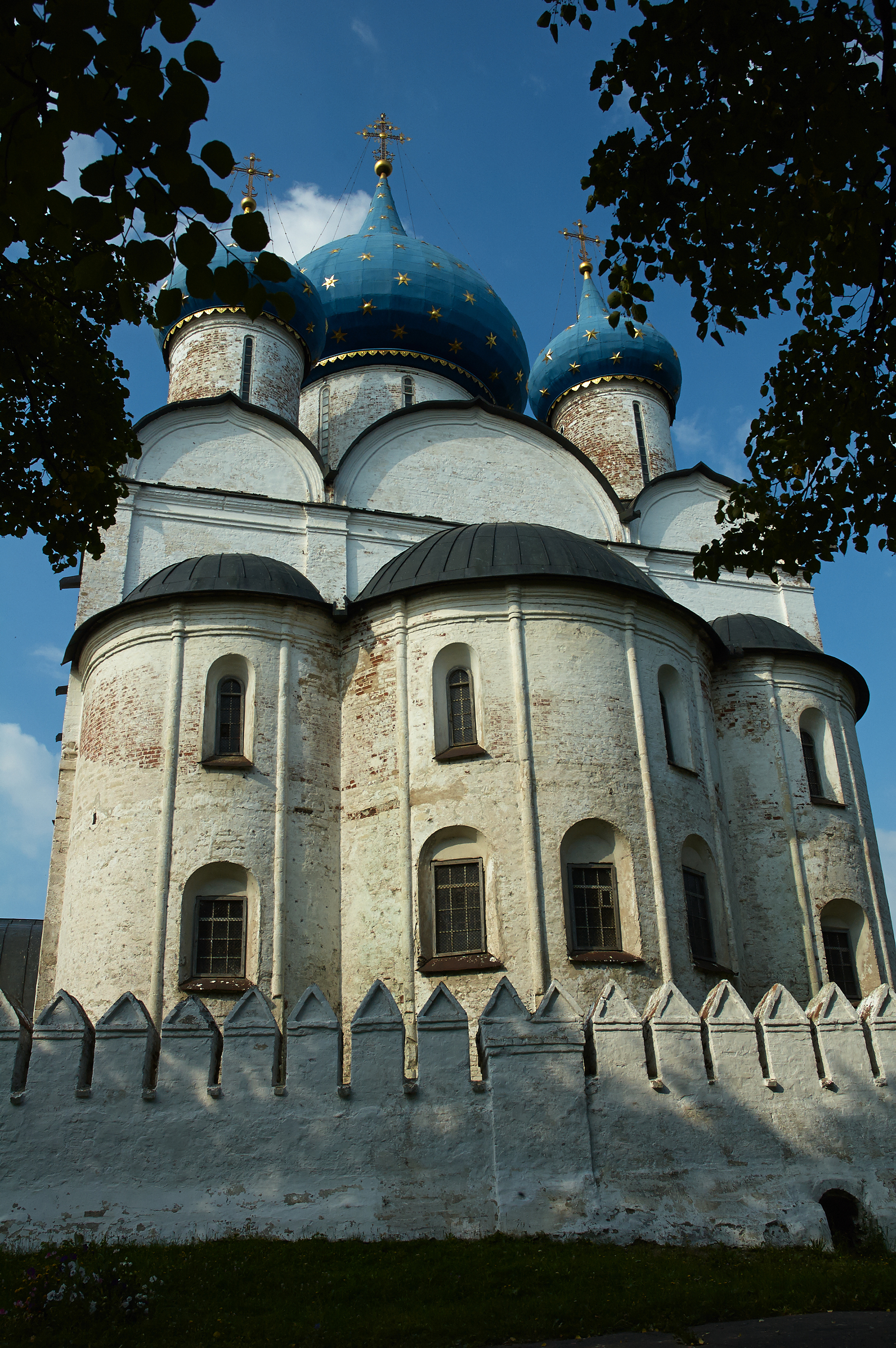
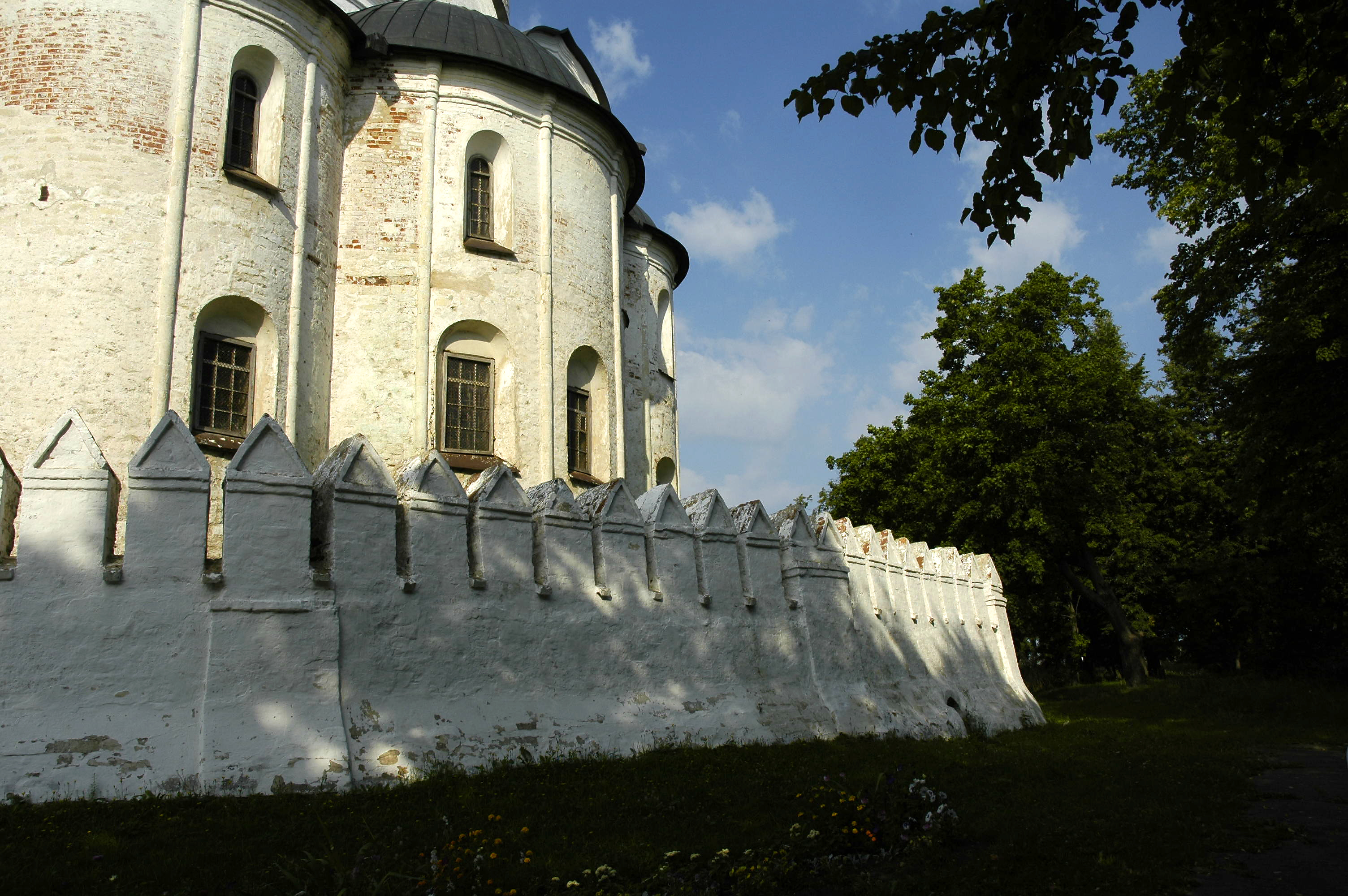
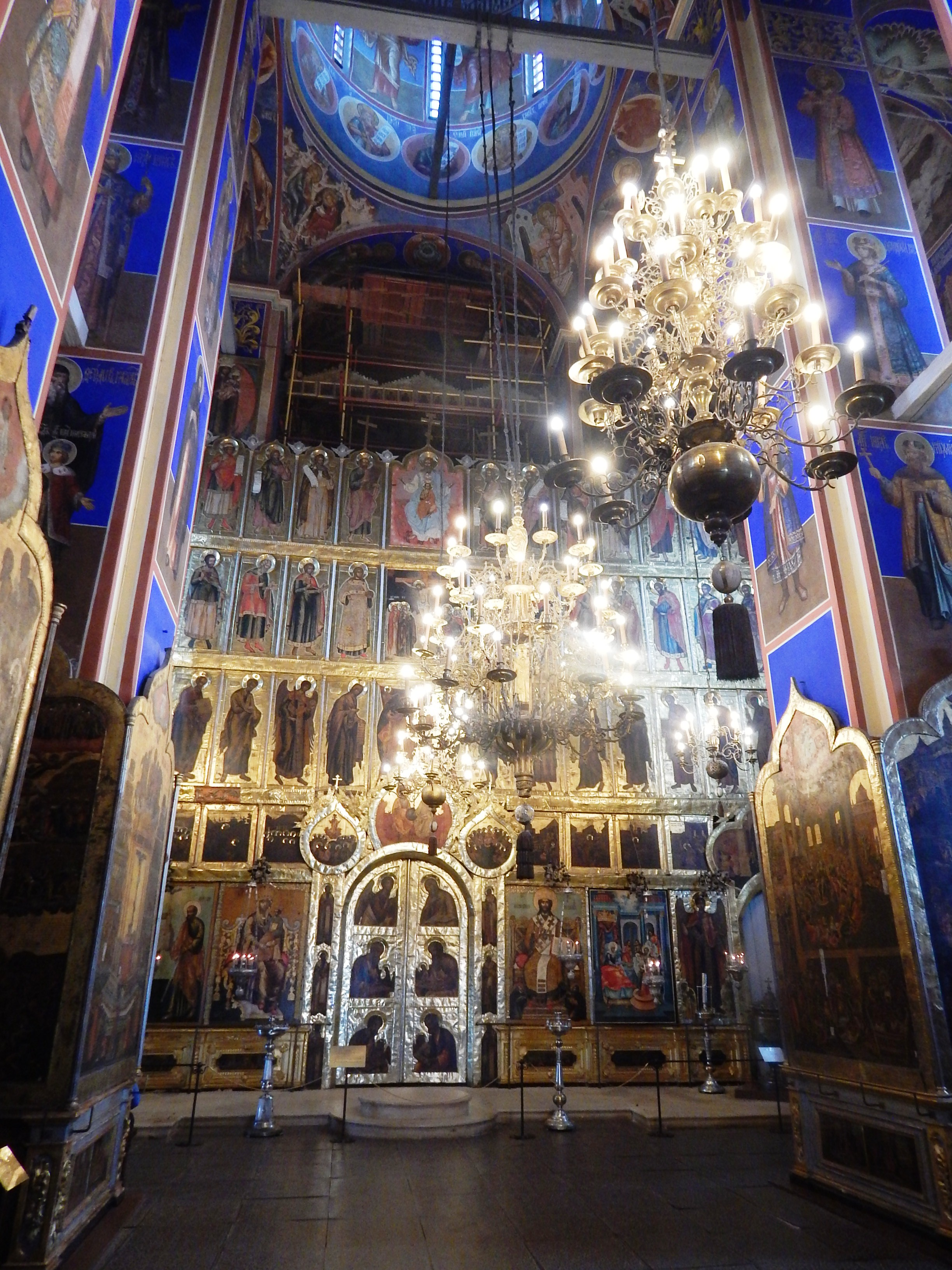
L'interno
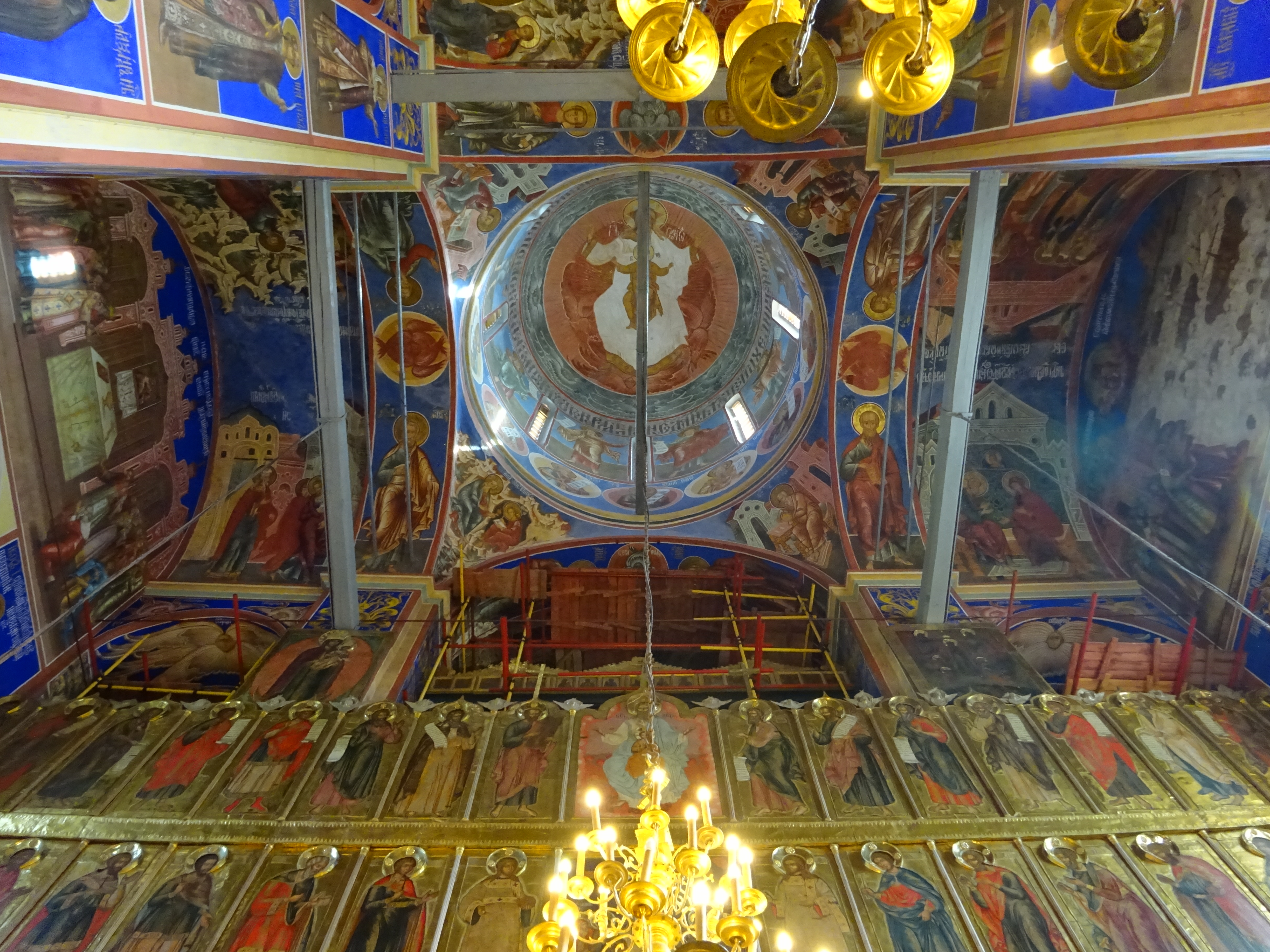